# Diddy Kong
Diddy Kong (ディディーコング?, Didī Kongu) é un personaggio dei videogiochi della serie Donkey Kong, ed è amico e spalla di Donkey Kong, gorilla protagonista insieme a lui della serie Donkey Kong Country in cui egli fa il suo debutto.
È un esemplare di scimmia ragno che vive con Donkey Kong nella Giungla Kongo. Indossa un berretto rosso, su cui vi è il logo della Nintendo, ed una t-shirt rossa raffigurante due stelle gialle stilizzate.

## Storia
Esso è stato creato inizialmente dalla Rare come versione aggiornata di Donkey Kong Jr. nello sviluppo del gioco Donkey Kong Country (1994). La Nintendo, non gradendo i cambiamenti radicali fatti alla figura di Donkey Kong Jr. ha imposto la ridenominazione del personaggio. Il nuovo nome attribuito al personaggio della saga è Diddy Kong (dal termine gergale diddy = piccolo).

## Apparizioni

### Apparizioni come personaggio giocabile
- Donkey Kong Country - SNES - 1994
- Donkey Kong Country 2: Diddy's Kong Quest - SNES - 1995
- Diddy Kong Racing - Nintendo 64 - 1997
- Donkey Kong 64 - Nintendo 64 - 1999
- Mario Golf: Toadstool Tour - GameCube - 2003
- Mario Kart: Double Dash!! - GameCube - 2003
- Donkey Konga - GameCube - 2003
- Mario Power Tennis - GameCube - 2004
- Mario Slam Basketball - Nintendo DS - 2006
- Diddy Kong Racing DS - Nintendo DS - 2007
- Donkey Kong: Jungle Climber - Nintendo DS - 2007
- Super Smash Bros. Brawl - Wii - 2008
- Mario Kart Wii - Wii - 2008
- Donkey Kong Country Returns - Wii, Nintendo 3DS, Nintendo Switch - 2010, 2013, 2025
- Mario Tennis Open - Nintendo 3DS - 2012
- Mario Golf: World Tour - Nintendo 3DS - 2013
- Donkey Kong Country: Tropical Freeze - Wii U, Nintendo Switch - 2014, 2018
- Super Smash Bros. per Nintendo 3DS e Wii U - Nintendo 3DS, Wii U - 2014
- Mario & Sonic ai Giochi Olimpici di Rio 2016 - Arcade, Nintendo 3DS, Wii U - 2016
- Mario Party: Star Rush - Nintendo 3DS - 2016
- Mario Tennis Aces - Nintendo Switch - 2018
- Super Mario Party - Nintendo Switch - 2018
- Super Smash Bros. Ultimate - Nintendo Switch - 2018
- Mario Kart Tour - iOS, Android - 2019
- Mario & Sonic ai Giochi Olimpici di Tokyo 2020 - Nintendo Switch, Arcade - 2019, 2020
- Mario Kart 8 Deluxe (Pacchetto numero 6 del pass percorsi aggiuntivi) - Nintendo Switch - 2023

### Apparizioni in altri media
- Diddy Kong è uno dei personaggi principali nella serie animata Donkey Kong Country.[1] È doppiato nella versione inglese da Andrew Sabiston mentre nella versione italiana (tutt'ora ancora inedita) è doppiato da Daniele Demma.
- Fa una breve apparizione nel film d'animazione Super Mario Bros. - Il film (2023).